# Rick Bass
Rick Bass (Fort Worth, 7 marzo 1958) è uno scrittore e ambientalista statunitense.

## Biografia
Nato a Fort Worth nel 1958, nel 1979 ha conseguito un Bachelor of Science all'Università statale dello Utah.
Dal 1979 al 1987 ha lavorato come geologo petrolifero nel Mississippi alla ricerca di nuovi pozzi petroliferi, esperienza alla base del saggio Un cercatore di petrolio pubblicato nel 1989.
Scrittore ambientalista, nel corso della sua prolifica carriera ha pubblicato più di 30 libri tra romanzi, saggi e raccolte di racconti vincendo nel 2016 il Premio The Story con For A Little While.
Insegnante di scrittura creativa presso la University of Southern Maine, suoi racconti, articoli e saggi sono apparsi in riviste quali The Paris Review, The New Yorker, The Atlantic Monthly, Esquire e The Washington Post.

## Opere (parziale)

### Romanzi
- The Diezmo (2005)
- Nashville Chrome (2010)
- All the Land to Hold Us (2013)
- Where the Sea Used to Be (2014)

### Raccolte di racconti
- The Watch (1989)
- The Hermit's Story (2002)
- Cane da petrolio[7], Fidenza, Mattioli 1885, 2022 traduzione di Silvia Lumaca ISBN 978-88-6261-821-2.
- La vita delle rocce (The Lives of Rocks: Stories, 2006), Fidenza, Mattioli 1885, 2023 traduzione di Silvia Lumaca ISBN 978-88-6261-900-4.
- For A Little While (2016)

### Saggi
- The Deer Pasture (1985)
- Wild to the Heart (1987)
- Un cercatore di petrolio (Oil Notes), Milano, Serra e Riva, 1989 traduzione di Anna Rusconi ISBN 88-7798-027-3.
- Un inverno nel Montana (Winter: notes from Montana, 1991), Milano, Feltrinelli traveller, 1997 traduzione di Maura Pizzorno ISBN 88-7108-137-4.
- The New Wolves (2001)
- The Roadless Yaak (2002)
- The Ninemile Wolves (2004)
- Caribou Rising (2004)
- Why I Came West (2008)
- The Wild Marsh (2009)
- The Heart of the Monster (2010)
- The Heart Beneath the Heart (2011)
- Wild to the Heart (2012)
- The Black Rhinos of Namibia (2012)
- A Thousand Deer (2012)
- In My House There Is No More Sorrow (2012)
- The Traveling Feast (2018)
- Fortunate Son (2021)

## Premi e riconoscimenti
Premio The Story
- 2006 finalista con The Lives of Rocks
- 2016 vincitore con For a Little While

National Book Critics Circle Award
- 2008 finalista nella categoria "Memorie/Autobiografie" con Why I Came West[8]